# 索拉娅陨石坑
索拉娅陨石坑（Soraya）是月球正面位于阿方索环形山东北坑底的一座小撞击坑，其名称取自波斯女性名，1976年被国际天文学联合会正式接受。

## 描述
与该陨坑最邻近的是东北的拉维月坑和嫦娥月坑以及北面的莫妮拉月坑和何塞月坑。该陨坑中心月面坐标为12°52′S 1°38′W / 12.87°S 1.63°W，直径1.90公里，
深约0.345公里。
索拉娅陨石坑外观呈水滴状，可能形成于一次低角度的斜向撞击，其磨损的内壁显示有坍塌的痕迹，它的坑壁最大高出周边地70米，内部容积约为0.27立方千米，坑内分布有一些顶部反照率极高的沙丘岩层，而坑底本身反照率却较周边地形更低。

## 外面链接

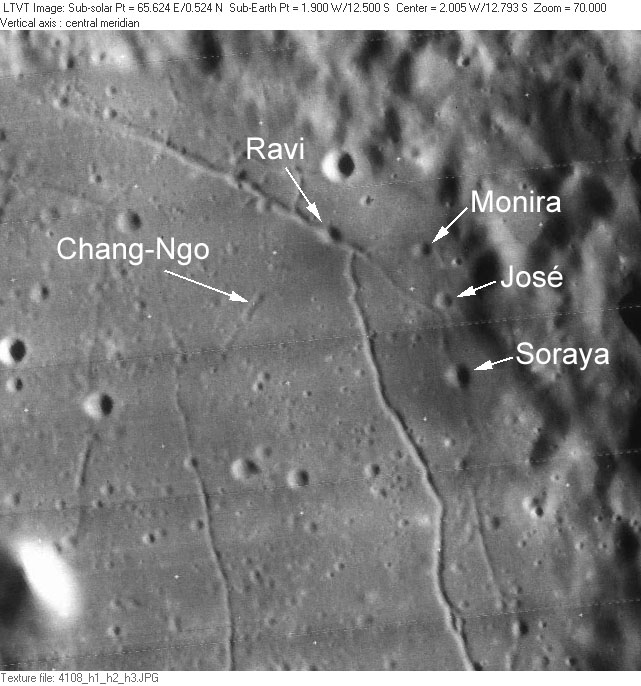
莫妮拉陨石坑的周边，月球勘测轨道飞行器拍摄。

- 月球数码摄影图集. （页面存档备份，存于）
- 阿波罗12、14和16号拍摄的照片. （页面存档备份，存于）
- LAC-77 图中的索拉娅陨石坑. （页面存档备份，存于）
- 索拉娅陨石坑周边月面图. （页面存档备份，存于）
- LM-77 图中的索拉娅陨石坑. （页面存档备份，存于）
- 索拉娅陨石坑周边地形图. （页面存档备份，存于）
- 维基月球环形山在线解说-索拉娅陨石坑. （页面存档备份，存于）
- Andersson, L.E., and E.A. Whitaker, 美国宇航局月球地名目录,美国宇航局参考出版物 1097, 1982年10月. （页面存档备份，存于）